# Mnich z Lido

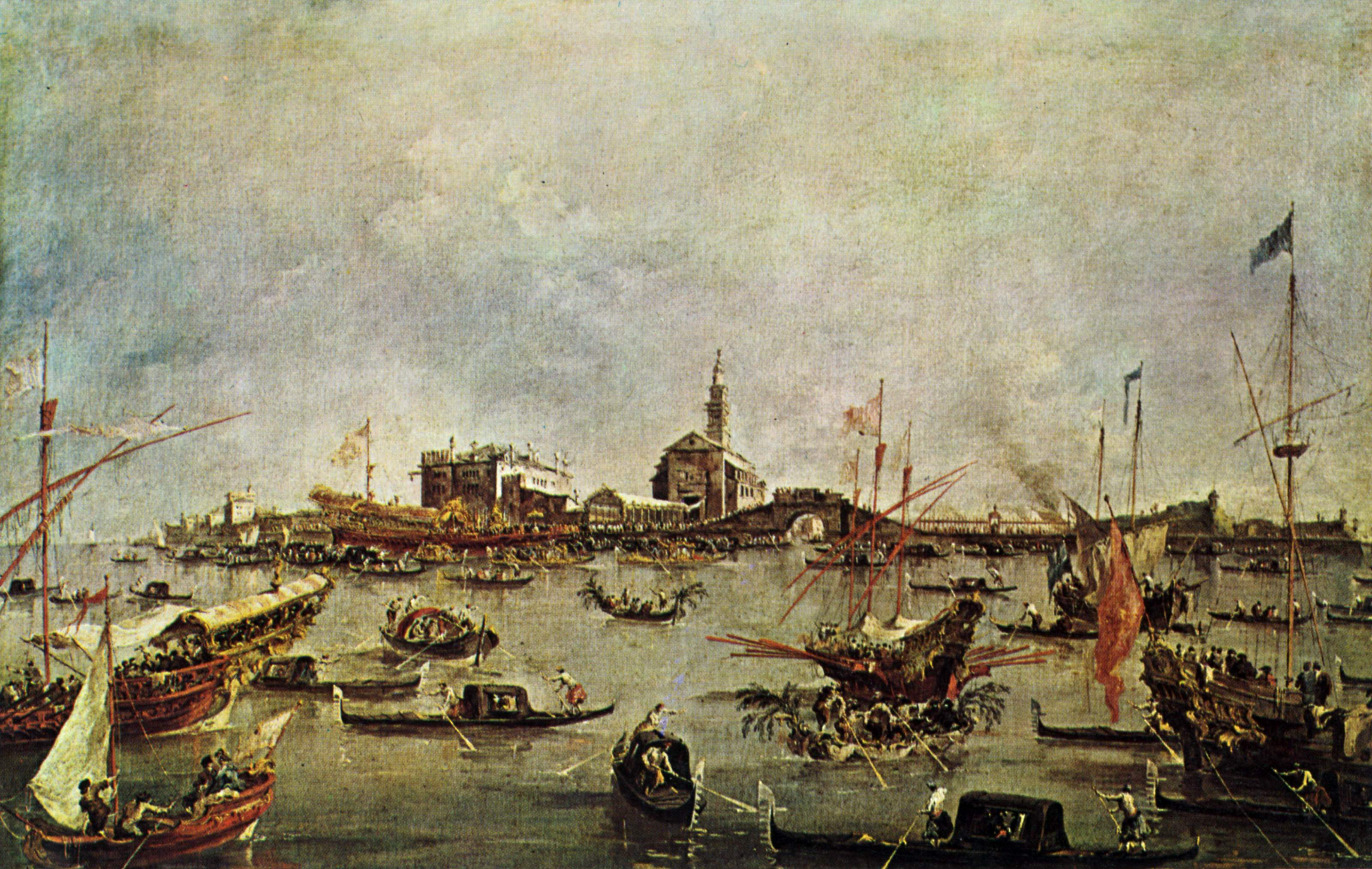
Kościół i klasztor św. Mikołaja na wyspie Lido koło Wenecji. Obraz Francesco Guardi z XVIII wieku.

Mnich z Lido (łac. Monachus Littorensis), urodzony w XI wieku, zmarły po 1108 roku – anonimowy autor Historii o translacji św. Mikołaja Wielkiego (łac. Historia de translatione sanctorum Magni Nicolai), napisanej po łacinie kroniki wydarzeń, które doprowadziły do sprowadzenia podczas pierwszej krucjaty relikwii św. Mikołaja do Wenecji. Część badaczy utożsamia go z Gallem Anonimem, autorem Kroniki polskiej.
Był prawdopodobnie mnichem z klasztoru św. Mikołaja na wyspie Lido koło Wenecji. Kronika została spisana w latach 1102–1108, więc jej autor urodził się niewątpliwie w XI wieku, a umrzeć mógł dopiero po 1108 roku.
Umowne imię nadał Anonimowi pierwszy wydawca dzieła Ferdinando Ughelli w 1653 roku, co powszechnie się przyjęło, bowiem autor Translacji opowiadając o jednym z cudów św. Mikołaja zaznacza, że mnisi z klasztoru na Lido byli świadkami tego zdarzenia, a on w tym samym czasie odmawiał nieopodal officium wieczorne. Nie można jednak wykluczyć, że Anonim był tylko blisko związany z klasztorem, chociaż mnichem w nim nie był.
Wiadomo, że przez pewien czas przebywał we Francji, pisał bowiem, że na własne oczy widział miejscowość Mons Bellus, obecnie część Tours, gdzie znajdował się klasztor żeński założony w 1000 roku. Był niezwykle przyjaźnie nastawiony do Francuzów, a Francuzki w jego dziele doznają wielu cudów za przyczyną św. Mikołaja.
Anonim był człowiekiem gruntownie wykształconym. Znał autorów starożytnych, Wulgatę, wykazywał dużą znajomość geografii Europy i Bliskiego Wschodu. Pisał rytmizowaną i rymowaną prozą łacińską, zwaną cursus, z zastosowaniem rymu dwuzgłoskowego. Zdaniem Mariana Plezi, Mnich z Lido przebywając w okolicach Tours uległ wpływom Hildeberta z Lavardin, mistrza szkoły w Le Mans, potem biskupa tego miasta i arcybiskupa Tours. Miał tam nauczyć się układania prozy rytmicznej.
Wydaje się, że znał grekę, chociaż do jej zapisu używał pisma i ortografii łacińskich. Uzasadniając przejęcie relikwii św. Mikołaja od chrześcijan wschodnich wykazał się znajomością bizantyjskich hagiografii i liturgii, jednak w sprawie filioque przyjął stanowisko zachodnie.
Zwolennicy tzw. hipotezy weneckiej uważają, że Mnich z Lido jest tożsamy z Gallem Anonimem, autorem Kroniki polskiej. Danuta Borawska w rozprawie Gallus Anonim czy Italus Anonim (1965) wskazała, że styl literacki Mnicha z Lido wykazuje wiele podobieństw do stylu literackiego Galla Anonima. Tomasz Jasiński w swej analizie O pochodzeniu Galla Anonima (2008) rozwinął tezę Borawskiej, wyciągając wnioski oparte na pracach filologów zajmujących się rytmiką średniowiecznej prozy łacińskiej. Wskazał on też, że metoda nagłego przerywania narracji, by później powrócić do przerwanego wątku, wspólna jest dla obu kronikarzy. U obu spotykany jest zwrot „długo trwałoby [o tym] opowiadać” (łac. longum existet enarrare), którym autor uchyla się od podnoszenia trudnych kwestii, a także sposób rozpoczynania wątków opowieści od krótkich okrzyków radości lub smutku. Obaj są patriotami, wzajemnie powtarzają te same frazy i epitety, ich słownictwo jest bardzo podobne i obaj chcieli pozostać anonimowi. Tezy Borawskiej przy pomocy metod lingwistyki komputerowej zweryfikował Maciej Eder.